# アナCAN
『アナCAN』（アナキャン）は、2008年4月11日深夜（4月12日未明）から2009年9月22日（9月23日未明）までTBSで放送されていた深夜バラエティ番組である。その年の4月入社の新人アナウンサーが司会進行するのが特徴であった。

## 概要
番組の司会は、当年度（2008→2009年度）のTBSテレビ新人アナウンサー（番組では「ルーキーアナウンサー」と呼ぶ）が務める。2008年度新人司会者は「（TBS新人アナ）史上最速の大抜擢」と謳っていた。他に新人アナウンサーをサポートする女子大生リポーター軍団（アナCANサポーター）も登場する。また、ニコニコ動画とのコラボレーション企画がある。過去には番組放送中にアナCANサポーターによるチャットが行われていた（2008年7月19日 - 2009年2月7日）が、その最終日には通常の2倍以上のコメントが殺到した。
番組誕生の背景の一つには当時のTBS女性アナウンサー陣の事情がある。2007年春以降退社したり、出産や病気療養により休職したりする女性アナウンサーが続出するなど、TBS社内の労使協定とも絡んで2008年春の時点で「人手不足」の状態にあった。このような経緯のため2008年入社組については、通常の新人研修と並行してレギュラー番組を持たせてアナウンサーデビューを急がせた（小林豊ら先輩アナウンサーの記述も参考のこと）。3人の新人アナウンサーは2008年秋から、早速各ジャンルの番組に積極的に投入されている。
番組内容は2008年度は半年ごとにリニューアルされていたが、2009年上半期は3ヶ月でリニューアルされた。ルーキーアナウンサーを見守る立場にいる人物が番組レギュラーに加わり、最初の半年間は先輩アナウンサーの安東弘樹、2008年秋から半年間は千原ジュニア、2009年春からはくわばたりえが事実上お目付け役を役割を担っている。
再放送が行われることもあり、2008年4月28日から本放送2日遅れの日曜日深夜（正確には月曜日未明）に不定期で、2008年度下半期は基本的に第4日曜日深夜（1時20分 - 1時50分）の月1回（ただし特番が割り込んだ場合は休止）。2009年上半期は特番が割り込まない限り毎週日曜日深夜（第3・第4週は1時50分 - 2時20分、それ以外の週は1時20分 - 1時50分）に再放送されていた。

## コーナー
芸能人お客様相談センター
2009年7月から。番組公式HPに寄せられた、視聴者からの質問をゲストにぶつける。「週刊★輝女」のゲストは女性限定だったが、このコーナーでは一転して、男性芸人がゲストとして招かれることが多くなる。
ルーキーアナお客様相談センター
2009年7月から。基本的には以前の「答えて★ルーキーアナ!」同様に、番組公式HPに寄せられた視聴者からの質問に、田中と江藤が答えてゆくが、進行役はくわばたりえが担当する。
キラキラ★INFORMATION
アナCANサポーターたちが注目する最新トレンドを紹介。番組の特性からか携帯のゲームサイトを紹介することが多い。
週刊★輝女（キラジョ）
2009年4月から7月まで。各界で活躍する女性をスタジオに招き、仕事やプライベートなどゲストの人となりを探ってゆくトークコーナー。三角形のテーブルにおいて画面右側に田中みな実と江藤愛、左側にくわばたりえとゲストが座り、トークを展開してゆく。
答えて★ルーキーアナ!
2009年4月から7月まで。番組公式HPに寄せられた視聴者からの質問に、田中と江藤が答えてゆく。「ルーキーアナお客様相談センター」とは異なり、田中・江藤が自ら進行しながら質問に答えていた。
芸能人お悩み相談室　clubアナCAN
2008年秋から半年間放送された番組のメインコーナー。若手男性お笑い芸人が持ちネタを披露しつつ、銀座周辺の飲食店の女性従業員（つまり「クラブのママ」）に自分たちの悩みを相談する企画。当該コーナーでは千原ジュニアが事実上の司会者を務め、枡田絵理奈と加藤シルビアは交代でアシスタントを担当、山本匠晃にいたってはいわゆる雛壇芸人と大差なかった。だが、この2008年秋のテコ入れに対しては、新人アナが主体という初期企画意図から外れてしまったという意見も少なくなかった。
アナウンサーのお仕事
番組開始から2008年秋まで放送。高野貴裕や出水麻衣ら先輩アナウンサーとアナCANサポーター（回によってはルーキーアナウンサー）が、関東各地に出向き、そこでさまざまなものに挑戦する。奮闘する先輩の姿を見てアナウンサーとしての基本を身に付けてゆくための企画。
番組開始当初のトークコーナー
タイトル不明。ルーキーアナウンサーが毎回ゲストを招き、ゲストのルーキー時代の苦労話を訊く企画だった。枡田・加藤・山本の不慣れなコーナー進行に、お目付け役の上司・安東弘樹がはらはらしながら見守っていた。なお、初回のゲストは品川庄司だった。

## 出演者

### 2009年度

#### 司会
TBSテレビ2009年度入社アナウンサー
- 田中みな実
- 江藤愛

#### アナCANサポーター
番組開始時から出演
- 川本彩
- 斉藤菜月
- 神尾美沙[注 2]
- 鳥澤奈央
- 赤池永梨奈（当時ガールズバンド「ソルフェージュ」キーボード担当）

2008年7月から出演
- 階戸瑠李

2009年4月から出演
- くわばたりえ（クワバタオハラ）
- 蒼あんな、蒼れいな

2009年6月から出演
- 榮樹実

#### ナレーション
- 木村郁美（TBSアナウンサー）
回によっては木村以外の人物が担当することもある

### 2008年度

#### 司会
TBSテレビ2008年度入社アナウンサー
- 枡田絵理奈
- 加藤シルビア
- 山本匠晃

#### お目付け役
- 安東弘樹（TBSアナウンサー、2008年4月 - 9月頃）

#### 「アナウンサーのお仕事」コーナー出演
2008年9月頃までの半年間に2回以上出演したアナウンサーのみ掲載
- 高野貴裕（TBSアナウンサー、最も登場回数が多かった）
- 出水麻衣（TBSアナウンサー）

#### 「clubアナCAN」進行
- 千原ジュニア（千原兄弟、2008年10月24日 - 2009年3月20日）
  - 2009年7月7日の放送ではゲストとして出演した。

#### アナCANサポーター
番組開始時から出演
- 伊藤友里（2008年4月 - 12月）
- 大内麻友美（2008年4月 - 11月）
- 小野塚詩媛（2008年4月 - 9月）
- 平林玲美（2008年4月 - 5月）
- 竹内綾乃（当時「ソルフェージュ」ボーカル担当、元SisterQメンバー。2008年4月 - 2009年3月）
- 東紗友美（当時大学生。卒業後広告代理店勤務を経てタレント・映画コメンテーター。2008年4月 - 2009年3月）
- 野口菜菜（横浜ベイスターズ・チアリーダー「diana」2006年度メンバー。2008年4月 - 2009年3月）
- 平松美奈（当時「ソルフェージュ」コーラス担当。2008年4月 - 2009年3月）
- 藤田梓（2008年4月 - 2009年3月）

2008年6月加入
- 渡邉マリア（2008年6月 - 7月）

2008年7月加入
- 花倉麻理（2008年7月 - 2009年3月）
- 牧村麻美（ウェザーニュース関東地区第5期おは天キャスター。（2008年7月 - 2009年3月）
- 倉田恵美（2008年7月 - 2009年3月）
- 中上真亜子（2008年7月 - 8月、イレギュラー出演）

## 放送時間
- 2008年4月12日 - 2009年3月21日 ： 毎週土曜1:25 - 1:55（毎週金曜深夜、初回のみ1:40 - 2:10）
- 2009年4月8日 - 2009年9月23日 ： 毎週水曜1:29 - 1:59（毎週火曜深夜、初回のみ1:34 - 2:04）

## 主題歌
- 2008年4月: BREAKERZ「アオノミライ」
- 2008年5月: LuLu「精神鎮痛剤」
- 2008年6月 - 7月4日: I-RabBits 「ラブエゴイスト」
- 2008年7月11日 - 8月1日: ミトカツユキ「会いたくてSEASONⅡ」
- 2008年8月: シガキマサキ「テンキニナアレ」
- 2008年9月: M「Sing a song forever」
- 2008年10月: mimika「どしゃぶりHEART」
- 2008年10月17日放送、2008年11月: コダマセントラルステーション「Sexy sTar」
- 2008年12月: 河原亜依「オレンジロード」
- 2009年1月、2月: 大塚ちひろ「オメデトウ。」
- 2009年3月: 宮野真守「BE」
- 2009年4月、5月: the generous「未来の扉」
- 2009年6月: through the break「Only One」
- 2009年月不明：TRICERATOPS「I GO WILD」

## スタッフ
- 構成：石井裕之、たちばなひとなり、小泉泰成、鈴川朋治
- TM：小林敏之
- TD：神沢哲也
- CAM：廣田雅之
- VE：八木真一郎
- MIX：朝日拓郎
- 照明：半田圭
- 編集：笠原善之
- MA：伊藤誠二郎
- 音効：アックス（2009年6月までサウンズアートと表記された）
- 美術：アズマリツ
- 美術制作：立原英生
- 装置：杉井麻衣子
- 電飾：吉田晃子
- ファッションプロデューサー：渡辺佳恵（LML）
- スタイリスト：難波洋子
- ヘアメイク：松崎稚恵（air-e）
- ロゴ&WEBデザイン：トレスアミーゴ
- CG：コーラルレッド
- 編成：竹中優介
- 宣伝：田中瑞穂
- デジタル統括：杉田謙二、中野健
- WEBディレクター：清宮嘉浩
- ホームページ制作：長谷川浩司・筒井絵奈（TBSディグネット）
- TK：常藤直子
- AP：浅倉きよみ
- ディレクター：嵯峨祥平
- 演出：高橋愛子、久留嶋雄樹、住吉剛英
- チーフディレクター：千葉晃嗣
- プロデューサー：柴田裕正
- チーフプロデューサー：海本泰
- 技術協力：赤坂ビデオセンター、ティ・エル・シー
- 制作協力：日音、TBSディグネット、TIX'ﾖ、avex&east
- 製作著作：TBS